# هلالة
هِلالة هي جماعة قروية في إقليم اشتوكة أيت باها بجهة سوس ماسة في المغرب، وهي تضم 2677 نسمة، حسب الإحصاء العام للسكان والسكنى لسنة 2014.

## دواوير الجماعة
- سوق الاثنين (مركز الجماعة)
- دوار
- دوار
- دوار
- دوار

## التعليم
قائمة المؤسسات التعليمية في جماعة هلالة:
- مدرسة أبو ذر الغفاري
- مجموعة مدارس محمد بن براهيم
- مجموعة مدارس انبدور

## الاقتصاد والبنية التحتية
تتوفر جماعة هلالة على سوق اسبوعي ينعقد كل يوم إثنين.
يتم تزويد جماعتي هلالة وتسكدلت بالماء الصالح للشرب انطلاقا من سد أهل سوس.